# ナイン・ブラック・アルプス
ナイン・ブラック・アルプス（Nine Black Alps）は、イングランド・マンチェスター出身のオルタナティヴ・ロック・バンド。2003年、結成。

## 概略
2005年にリリースしたデビュー・アルバム『エヴリシング・イズ』で一躍有名となり、2007年にセカンド・アルバム『ラヴ / ヘイト』を発表した後、所属していたアイランド・レコードとのパートナーシップを解消。その後はインディーズでの活動を行い、2009年にはサード・アルバム『ロックド・アウト・フロム・ザ・インサイド』をリリース。
2011年、ベーシストのマーティン・コーエンがソロ活動に従事するためにバンドを脱退。彼の脱退に伴ってカール・アストバリーが新しく加入。2012年10月、メンバー自身でレコーディングからプロデュース、ミキシングに至るまですべてを手がけたアルバム『サイレンス』をリリース。
バンド名は詩人シルヴィア・プラスの執筆した詩「The Couriers」の一文から引用したもの。

## ディスコグラフィ

### アルバム
- 『エヴリシング・イズ』 - Everything Is (2005年、Island) ※全英 51位[2]
- 『ラヴ / ヘイト』 - Love/Hate (2007年、Island) ※全英 69位
- 『ロックド・アウト・フロム・ザ・インサイド』 - Locked Out from the Inside (2009年、Lost House)
- 『サイレンス』 - Sirens (2012年、Brew)
- 『キャンディー・フォー・ザ・クローンズ』 - Candy for the Clowns (2014年、Hatch)

### EP
- Shot Down EP (2005年)
- Nine Black Alps (2005年、Tiny Evil)
- Glitter Gulch EP (2006年、Island)

### シングル
- "Cosmopolitan" (2004年) ※全英 101位[2][3]
- "Shot Down" (2005年) ※全英 25位
- "Not Everyone" (2005年) ※全英 31位
- "Unsatisfied" (2005年) ※全英 30位、全英ロックチャート 1位
- "Just Friends" (2005年) ※全英 52位、全英ロックチャート 1位
- "Burn Faster" (2005年) ※全英 42位
- "Bitter End" (2005年)
- "Buy Nothing" (2009年)
- "My One and Only" (2012年)
- "Novokaine" (2013年)
- "Supermarket Clothes" (2014年)

### 参加オムニバス・アルバム
- Surf's Up: Music from the Motion Picture （映画『サーフズ・アップ』サウンドトラック）

7. "Pocket Full of Stars"
- Class aA: Beyond Entertainment （Various Artists）

8. "Over the Ocean"